# نيل هيرش
نيل هيرش (بالإنجليزية: Neil Hirsch)‏ هو شخصية أعمال أمريكي، ولد في 1948.